# Klerestorium

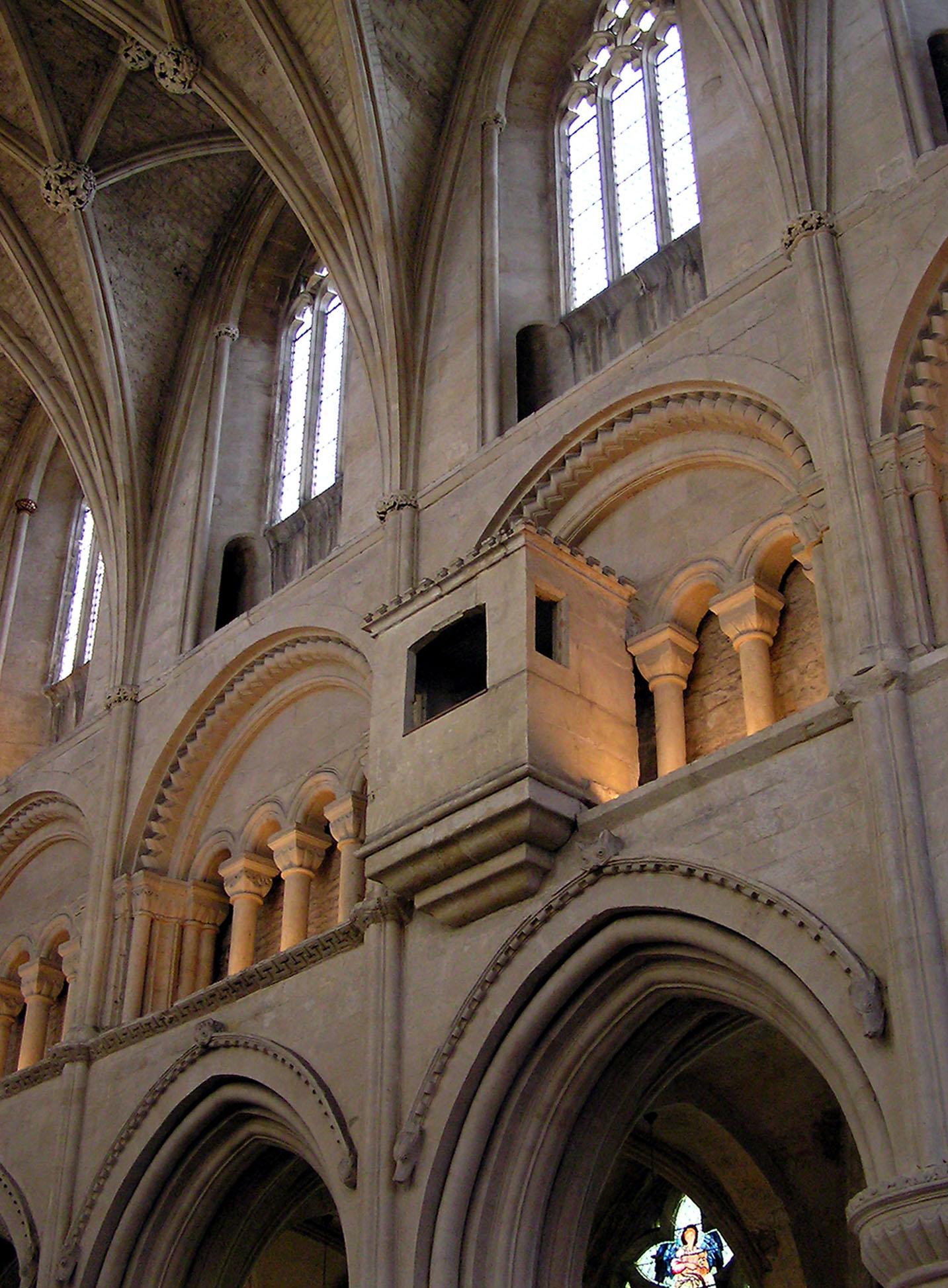
Överst på högväggen i Malmesburykatedralen ses klerestorier som släpper in ljuset. Nedanför dessa, rundbågat, upplysta av spotlights, finns triforium.

Ett klerestorium är fönstervåningen i mittskeppets högvägg i en basilika.
I synnerhet i den gotiska arkitekturen användes klerestorier för att få in mer ljus i kyrkorummet.

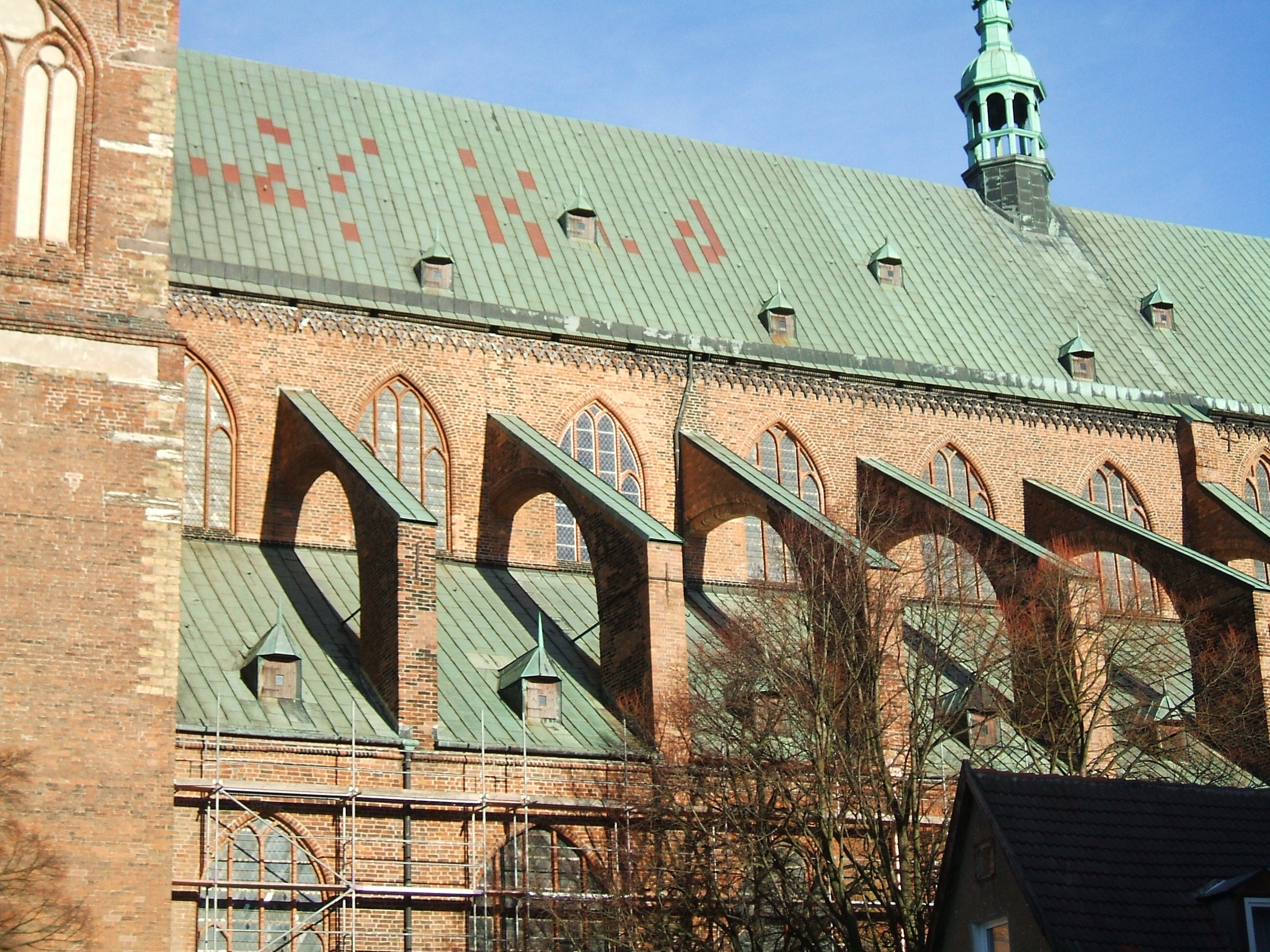
Stralsund, St Nikolai.